# Decalogo 6
Decalogo 6 è il sesto dei dieci mediometraggi realizzati dal regista Krzysztof Kieślowski per la TV ed ispirati ai dieci comandamenti.

## Trama
(Sesto comandamento)
Protagonista è un ragazzo, Tomek, impiegato delle poste, mite e insicuro, che vive assieme a una signora anziana, madre di un suo amico espatriato. Solo, orfano, s'invaghisce di Magda, una donna che abita nel condominio di fronte, più matura di lui, fatta notare dall'amico prima di partire, e che Tomek inizia segretamente a spiare con un cannocchiale. La guarda, la segue, studia le sue abitudini. Ogni sera il momento dell'osservazione si ripete, anche quando Magda rincasa e trascorre dei momenti di intimità con un uomo. Il ragazzo proverà anche a interferire tra i due, seppure sempre timidamente, ad esempio chiamando i vigili urbani per denunciare un'inesistente perdita di gas dalla casa della donna, così da rovinarle la serata con il compagno. Ma è durante le sue contemplazioni che si consumano due solitudini, sospese tra il buio dei palazzi, le riprese effettuate sempre dall'alto, come se il regista seguisse tutta la storia da un davanzale, e in cui l'innamoramento del ragazzo s'aggira attorno al suo desiderio senza la forza di toccarlo, limitandosi a osservalo a distanza.
Impiegato in un ufficio postale, Tomek stampa dei falsi inviti a riscuotere denaro indirizzati a Magda, in modo da poterla attirare al suo sportello. Al terzo invito andato a vuoto, però,  Magda chiede di parlare con un superiore, e la direttrice del reparto la accusa pubblicamente di essere stata lei a stampare quegli inviti. Magda si precipita fuori dall'ufficio, annunciando che denuncerà la cosa alla Polizia.
Tomek decide allora di confessare tutto a Magda. La donna all'inizio reagisce male, ma non sembra spaventata. Quando la sera stessa invita a casa il suo uomo, sposta il letto davanti alla finestra, così che Tomek possa guardare (anche se l'uomo in questione prenderà male l'iniziativa).
Tomek riesce quindi ad ottenere un invito a cena dalla donna, un'occasione per parlarle e conoscersi meglio. Magda è convinta che l'amore non esista. Il ragazzo invece le dichiara il suo amore, e le consegna delle lettere di un altro suo vecchio spasimante, che aveva sottratto all'Ufficio postale perché non gliele recapitassero.
La donna lo invita a casa propria, un po' per stuzzicarlo, un po' incuriosita. Lo seduce e quando il ragazzo raggiunge l'orgasmo solo toccandola, senza consumare con lei un rapporto completo, gli dice freddamente: «Ecco, è tutto qua l'amore». Tomek scappa via pieno di vergogna. La donna che aveva idealizzato non corrisponde affatto alla realtà. Giunto a casa, si taglia le vene.
Magda vede andar via l'ambulanza da sotto casa di Tomek e viene a sapere dalla padrona di casa di lui che è all'ospedale ma si salverà. Quando prova a chiedere di lui all'ufficio postale, le rispondono «Si è tagliato le vene per amore». 
Da quell'avvenimento, i ruoli prendono a ribaltarsi. Magda si pente del suo cinismo e si sente in colpa per aver fatto del male a Tomek, ma non riesce in nessun modo a sapere dove si trova, per andarlo a trovare.
Quando, dopo alcuni giorni di incertezza, Magda incontra finalmente Tomek all'ufficio postale, i due si vedono. È l'ultima scena, girata dietro un vetro: i due si rincontrano diversi. Magda è sorridente e sembra innamorata, ma Tomek le confida: "Ho smesso di guardarla".
Mentre sfuma l'immagine su di lei che pensosa e forse un poco delusa lo guarda, il film si conclude.

## Varie
Il personaggio silenzioso del Decalogo, interpretato da Artur Barciś, stavolta ha il ruolo di un uomo vestito di bianco e con una valigia in mano, che Tomek incontra per ben due volte.
Il tema del liquido è trattato tramite il latte, ma anche il sangue, e quindi attraverso la dicotomia tra i due.
Per la prima volta qualcuno gli rivolge la parola, per l'esattezza lo stesso Tomek subito dopo che Magda accetta il suo invito ad uscire.
Tomek, durante la consegna del latte, incrocia il protagonista del Decalogo 9.